# Połtawka (obwód doniecki)
Połtawka (ukr. Полтавка) – wieś na Ukrainie, w obwodzie donieckim, w rejonie kramatorskim, w hromadzie Illiniwka. W 2001 liczyła 430 mieszkańców.